# Klippven
Klippven, Agrostis rupestris är en gräsart som beskrevs av Carlo Allioni. Klippven ingår i släktet ven, och familjen gräs. Utöver nominatformen finns också underarten A. r. pyrenaica.

## Bildgalleri

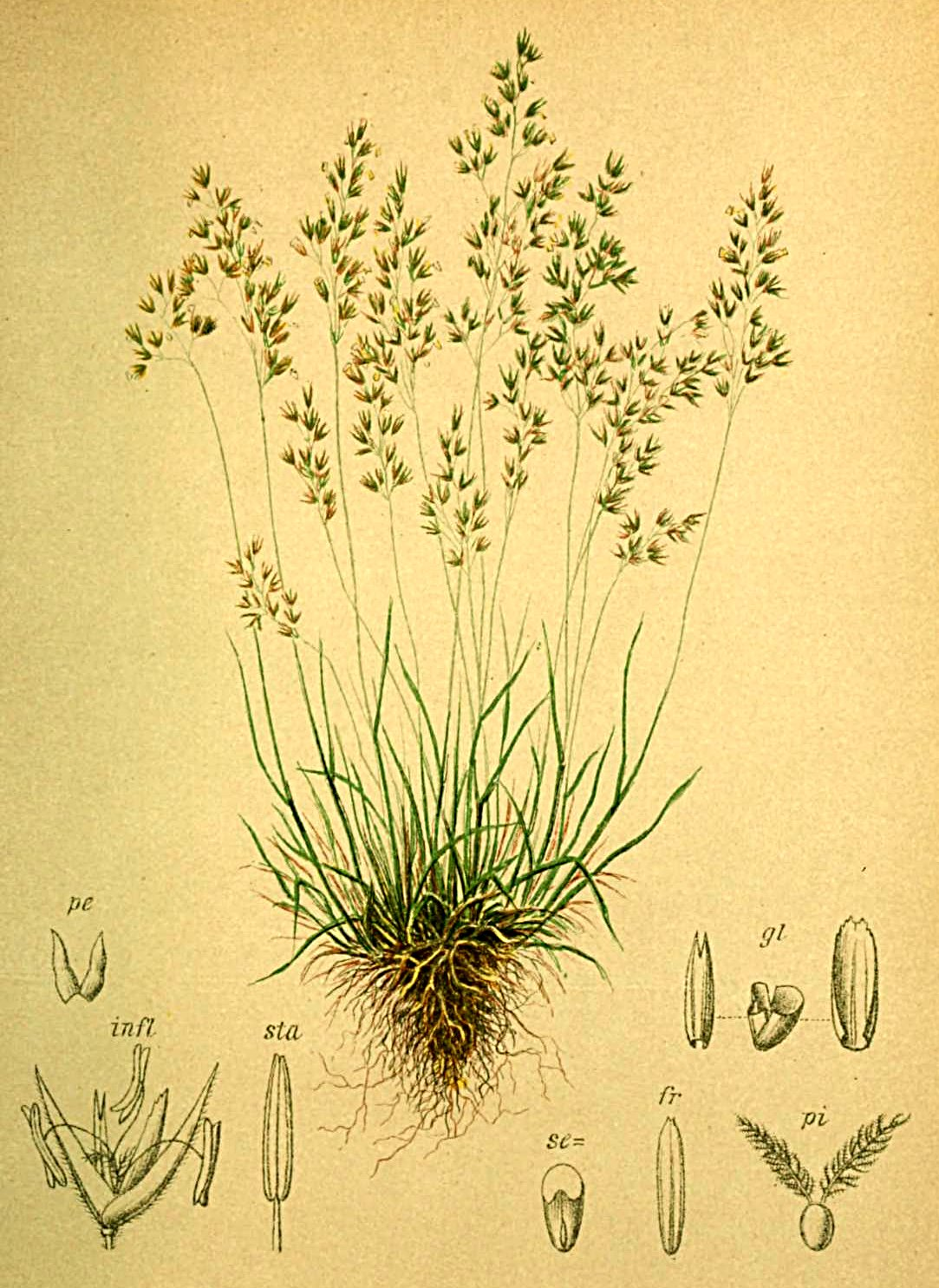